# Генк ван Кессель
Генк ван Кессель (нід. Henk van Kessel; народився 25 червня 1946) — нідерландський мотогонщик, чемпіон світу з шосейно-кільцевих мотогонок серії MotoGP у класі 50cc (1974).

## Кар'єра
Вже у своєму другому сезоні в MotoGP, у 1973 році, він двічі фінішував на подіумі. В наступному сезоні Генк став чемпіоном світу в класі 50cc, ставши наступником свого співвітчизника Яна де Фриза.
Загалом в кар'єрі ван Кессель здобув багато перемог, в тому числі — 7 на етапах серії Гран-Прі. Це робить його одним з найуспішніших нідерландських гонщиків усіх часів.
У 1977 він встановив рекорд швидкості на мотоциклі з об'ємом двигуна у 50 см³, розвинувши швидкість 221,5861 км/год. У 1981 році це досягнення перевищив його співвітчизник Ян Хубертс.
Востаннє Генк здобув призове місце на Гран-Прі Франції (3-є місце) у 1985 році. Після сезону 1986 у віці 40 років завершив свою спортивну кар'єру.

### Статистика виступів у MotoGP

##### У розрізі сезонів
| Сезон | Клас  | Мотоцикл    | Гонки | Пер | Под | ПП | Очки | Місце |
| ----- | ----- | ----------- | ----- | --- | --- | -- | ---- | ----- |
| 1972  | 50cc  | Kreidler    | 1     | 0   | 0   | 0  | 1    | 36    |
| 1973  | 50cc  | Kreidler    | 3     | 0   | 2   | 0  | 27   | 5     |
| 1973  | 125cc | Yamaha      | 2     | 0   | 0   | 0  | 3    | 36    |
| 1974  | 50cc  | Kreidler    | 8     | 6   | 8   | 4  | 90   | 1     |
| 1974  | 125cc | Bridgestone | 3     | 0   | 2   | 0  | 30   | 5     |
| 1975  | 50cc  | Kreidler    | 4     | 0   | 0   | 0  | 12   | 12    |
| 1975  | 125cc | Condor AGV  | 5     | 0   | 2   | 0  | 38   | 7     |
| 1976  | 125cc | Condor AGV  | 5     | 0   | 3   | 0  | 46   | 4     |
| 1976  | 250cc | Yamaha      | 2     | 0   | 0   | 0  | 2    | 34    |
| 1978  | 50cc  | Rieju       | 2     | 0   | 1   | 0  | 11   | 12    |
| 1978  | 125cc | Condor AGV  | 1     | 0   | 0   | 0  | 2    | 29    |